# Biblioteca Digital de la Real Academia Nacional de Medicina
La Biblioteca Digital de la Real Academia Nacional de Medicina es la biblioteca digital de la Real Academia Nacional de Medicina de España. La Real Academia, cuya fundación data de 1861, cuenta con una importante biblioteca, cuyos fondos se han ido digitalizando paulatinamente, conformando la Biblioteca Digital de la Real Academia Nacional de Medicina.

## Fondo bibliográfico
La Biblioteca desde 1913 ocupa un histórico edificio de la calle Arrieta en Madrid. Esta biblioteca, ubicada en la planta noble del edificio palaciego, custodia unos 100.000 volúmenes impresos. De ellos el más antiguo es una obra veneciana de 1504, el Tabule directionum de Juan German de Regiomonte.
En este fondo bibliográfico, 2000 volúmenes pertenecen al fondo antiguo: publicaciones hasta 1801; 1300 publicaciones periódicas y más de 10.000 documentos del archivo (1700 anteriores al siglo XIX). 
El fondo bibliográfico y documental de la Academia se encuentra custodiado en la Sala de Lectura y en otras dependencias adyacentes como la Sala Botella, Sala Abaytúa, el Salón de Gobierno y el corredor de la primera planta. En la Biblioteca Histórica se conservan los volúmenes más preciados de la colección, auténticas joyas bibliográficas de los siglos XVI a XVIII . El resto de los fondos se encuentran en el sótano y en la tercera planta.

## Digitalización
El proceso de digitalización que comenzó en 2013 se está llevando a cabo mediante un convenio de colaboración entre la Real Academia Nacional de Medicina y la Fundación Tatiana Pérez de Guzmán. Esta colaboración se extiende a otras actividades de la Biblioteca con la idea de fomentar la investigación y sobre todo en el ámbito de la Neurociencia.
La Biblioteca Digital cuenta con un programa de gestión bibliotecaria digital con los últimos avances recomendados por el  W3C Library Linked Data Incubator Group. Los fondos también se pueden consultar en Europeana.
En este programa de gestión digital hay funcionalidades de búsqueda y se generan registros de autoridades en formato MARC 21, siguiendo las pautas de la Resource Description and Access. También dispone de un repositorio basado en OAI-PMH, que está alimentado dinámicamente desde la base de datos bibliográfica.
Cada concepto digital tiene metadatos recolectables por el agregador español del Ministerio de Cultura y Deportes de España y por el de la Unión Europea, Europeana. Se ajusta así al Europeana Data Model. El repositorio estará recolectado también por OAIster y el WorldCat.